# فحص ربط الاختيار والتضخيم
فحص ربط الاختيار والتضخيم (SAAB) هي تقنية في علم الأحياء الجزيئي طورها تي كيث بلاكويل وهارولد اينتروب عام 1990. ويتركز استخدامها الرئيسي في العثور على موضع ربط الحمض النووي الخاص بالبروتينات.
التفاصيل التجريبية
يتكون الإجراء التجريبي لساب (SAAB) من عدة خطوات، وفقًا للمعرفة المتوفرة عن موضع الربط. تتكون تجربة ساب (SAAB) المثالية من الخطوات التالية
1.	توليف نموذج بتسلسل عشوائي في موضع ربط
هناك ثلاثة أوضاع ممكنة: (أ) عندما يكون كل من موضع الربط والبروتين معروفين ومتوفرين؛ (ب) عندما يتوفر فقط موضع ربط متوافق ولا يتوفر البروتين؛ (جـ) عندما يكون البروتين متوفرًا، ولكن موضع الربط غير معروف. عندما يكون موضع الربط معروفًا، فيجب أن يكون عدد مواضع النوكليوتيدات العشوائي في النموذج كبيرًا
2.	نموذج الحضن المعلق المعلم المزدوج مع البروتين
ينبغي عادةً تجميع البروتين في خلية مضيفة بواسطة تقنيات الاندماج. ويتم توفير وقت احتضان أطول وكمية كبيرة في حالة موضع الربط غير المحدد.
3.	عزل بروتين الحمض النووي المرتبط بواسطة فحص تغير التَحَرُّك الرَحَلانِيّ (EMSA)
يتم عزل بروتين الحمض النووي المرتبط، المرحل في هلام الأرالامايد، بواسطة تصوير الإشعاع الذاتي بحسب بروتوكول فحص تغير التَحَرُّك الرَحَلانِيّ (EMSA).
4.	تضخيم نموذج الربط بواسطة تفاعل سلسلة البوليميرات (PCR). وللسيطرة الإيجابية، يتم أيضًا تضخيم نموذج البدء
يتم كذلك عزل الحمض النووي المرتبط بواسطة هلام الاستئصال وتطهيره، وتضخيمه باستخدام تفاعل سلسلة البوليميرات (PCR).
5.	تسمية موضع الربط المضخّم وإعادة تحديده للربط بواسطة EMSA (عادة 5 مرات)
الاستمرار في خطوة الربط خمس مرات على الأقل بعينة الحمض النووي المضخمة التي تمت تسميتها وبروتين الاندماج.
6.	تسلسل الحمض النووي
بعد خطوة الاختيار والرحلان الكهربائي الأخيرة، يتم استنساخ الحمض النووي داخل أحد ناقلات الاستنساخ وجعله متسلسلاً. في الأصل تستخدم بلاكويل بايرو التسلسل، والتي يمكن الاستعاضة عنها بالأساليب الحديثة.
تحديد تسلسل ربط الحمض النووي Quox_1 Homeodomain باستخدام ساب (SAAB) (مثال وصفي من دراسة حديثة)- مثال
كوكس1 هو جين هيموبوكس جديد (الهيموبوكس هو تسلسل الحمض النووي الموجود داخل الجينات التي تشارك في تنظيم أنماط التنمية (التخلق) في الحيوانات، والفطريات، والنباتات، والمفصولة في الأصل عن مكتبة كدنا (cDNA) لأجنة السمان (كويل هو اسم جماعي للعديد من أجناس الطيور متوسطة الحجم) ذات الأسابيع الخمسة. وهو الجنس الوحيد في فصيلة هوكس (hox) الذي وجد ليعبر عن كل من الدِّماغُ المُقَدَّم والدماغ المتوسط المرتبط بالتفريق بين الخلايا العصبية المركزية والمحيطية. وقد تم تحديد موضع ربط الحمض النووي الأمثل لكوكس1 أو خواصه الثديية بواسطة تقنية ساب في 2004.
وتم الحصول على تسلسل هوموبوكس الخاص بكوكس1 بواسطة تضخيم تفاعل سلسلة البوليميرات (PCR) من أجنة بشرية بمكتبة كدنا (cDNA) من خلال إجراء قياسي. وقد تم استيعاب شظية الحمض النووي المضخمة بواسطة إكورف (EcoRV) وإكسوي (XhoI) واستنساخه داخل موضع تقيد سماي (SmaI) وإكسوي (XhoI) الخاص بالتعبير الموجه pGEMEXxBal. وقد تم نقل البلازميدات المؤتلفة داخل سلالة إشريكية قولونية مختصة بي إل 21 (BL21) وعزل بروتينات اندماج كوكس1 (Quox1) بواسطة تقنيات الكروماتوغرافي.
كما تم تطوير الراديو المسمى probe باستخدام 25 بمول من البروتين المنقى والمنصهر Quox1
في منطقة الربط العازلة لفحص تغير التَحَرُّك الرَحَلانِيّ (EMSA). وتم تحديد الحمض النووي المرتبط بالبروتين من خلال تصوير الإشعاع الذاتي، واستئصال الشرائط التي تمثل تجمعات البروتين والحمض النووي من الهلام، وتضخيم الحمض النووي المزال بواسطة تفاعل سلسلة البوليميرات (PCR) باستخدام بادئات تكميلية للسلاسل المرافقة غير العشوائية 20 بي بي. وبعد خمس مجموعات لنفس الإجراء، تم استنساخ الحمض النووي المطهّر داخل دائرة إدارة البرامج 18تي (pMD 18T) ووضعه في تسلسل. وأخيرًا تم تحديد التسلسل CAATC كتسلسل ربط متوافق للمجال المتماثل كوكس1 (Quox1 homeodomain).
تطبيقات ساب (SAAB)
من خلال جمع اختيار طاقة التسلسل العشوائي مع التسلسل المجمع، فإن فحص ساب المنشور يتيح فرز عدد كبير من مسوخ موضع الربط في وقت متزامن. كما يتيح ساب أيضًا تحديد المواضع بتقارب ربط عالٍ نسبيًا حيث إن المنافسة تكمن في البروتوكول. يمكن أيضًا تحديد المواقع المحايدة أو القواعد المحددة التي يمكن أن تتداخل مع الربط، مثل تي عند ــ 4 في نصف الموضع E47. ويمكننا تطبيق هذه التقنية في التسلسل ذي الربط المتقارب، شريطة أن تبقى نسبة تركيز بروتين الربط عالية في كل خطوة من خطوات الربط. كما يمكن تحديد موضع الربط حتى ولو كان البروتين والتسلسل غير معروفين.